# Oriane Ondono
Oriane Ondono, född 14 april 1996 i  Alfortville, är en fransk handbollsspelare som spelar för Brest Bretagne Handball och det franska landslaget.

## Karriär

### Klubblag
2009 började hon spela handboll i klubben AS Cannes, som bytt namn till AS Cannes/Mandelieu,  och 2014 till 2016 spelade Ondono för klubbens representationslag. Oriane Ondono började sin elitkarriär som spelare för CJF Fleury Loiret från 2016 till 2021.  År 2021 flyttade hon till Nantes Atlantique Handball.  Hon slöt sommaren 2024 kontrakt med Brest Bretagne Handball.

### Landslaget
Ondono spelade för det franska landslaget i beachhandboll. Vid EM 2017 slutade hon på 9:e plats med Frankrike.  Hon mästerskapdebuterade  i inomhus-handboll vid världsmästerskapet i handboll för damer 2021 för det franska landslaget. Hon tvingades lämna turneringen på grund av en skada och spelade inte någon match i turneringen. Hon var med i truppen till europamästerskapet i handboll för damer 2022, där Frankrike slutade på fjärde plats efter att ha förlorat bronsmartchen mot Montenegro. Med Frankrike vann hon året efter VM 2023, men Ondono spelade bara en match och gjorde 4 mål. Vid de olympiska spelen i Paris var hon med i laget som vann silvermedaljen. Hon har varit reserv i den franska truppen och har spelat sparsamt i turneringarna. Hon har i augusti 2024 spelat 26 landskamper och gjort 26 mål i landslaget. 

## Privatliv
Ondono är född i Frankrike men har kongolesisk (Brazzaville) härkomst.